# Перчеваж
 Перчеваж  — деревня в Шарангском районе Нижегородской области в составе Большерудкинского сельсовета.

## География
Расположена на расстоянии примерно 14 км на восток-северо-восток по прямой от районного центра посёлка Шаранга.

## История
Известна с 1873 года как починок Перчьваж (Шаров), где было дворов 10 и жителей 88, в 1905 (Шаровский или Перчеваж) 30 и 197, в 1926 (уже деревня Перчеваж или Шарово) 47 и 300, в 1950 (Перчеваж) 42 и 137.

## Население
Постоянное население составляло 160 человек (русские 92 %) в 2002 году, 71 в 2010.